# Karen Dolva
Karen Dolva, född 1990, är en norsk entreprenör.  Hon valdes till EU:s kvinnliga innovatör 2018 i klassen Rising Innovator. 

## Karriär
Dolva är VD och medgrundare av teknikföretaget No Isolation.  Företaget har skapat AV1, en robot för barn med långvarig sjukdom, och KOMP, en kommunikationsenhet för äldre. 
2018 blev hon utvald till Forbes 30 Under 30 lista i Europa i  kategorin Sociala Entreprenörer och den europeiska Top 50 Women In Tech List. Karen vann också  EU-priset för kvinnliga innovatörer 2018 som en Rising Innovator.